# 9732 Юхновски
(9732) Юхновски (на английски: Juchnovski) е астероид от главния астероиден пояс.
Открит е от Владимир Шкодров и Виолета Иванова в Националната астрономическа обсерватория на връх Рожен (в Родопите) на 24 септември 1984 г.
Носи името на акад. Иван Юхновски, председател на БАН в периода 1996 – 2008 г.